# Hackapike Bay
Die Hackapike Bay ist ein natürlicher Ankerplatz vor der Nordostküste der Anvers-Insel im westantarktischen Palmer-Archipel. Die Bucht wird 6,5 km nordwestlich des Kap Van Rijswijck durch den Andrews Point sowie durch die Inseln False Island, Pear Island und Head Island begrenzt.
Kartiert wurde sie bei der British Graham Land Expedition (1934–1937) unter der Leitung des australischen Polarforschers John Rymill. Benannt ist sie nach der Spitzhacke, die bei der Robbenjagd zum Töten der Tiere eingesetzt wird.